# In the Good Old Summertime
In the Good Old Summertime is een MGM musical in kleur, met Judy Garland en Van Johnson in de hoofdrol. De film uit 1949 werd geregisseerd door Robert Z. Leonard.

## Verhaal
Andy Larkin (Van Johnson) werkt in een muziekwinkel, en heeft zijn hoop gevestigd op zijn anonieme penvriendin. Hij krijgt te maken met een nieuwe collega, Veronica Fisher (Judy Garland). Ze probeert hem steeds te overtroeven, wat hij irritant vindt. Uiteindelijk gaat hij zijn penvriendin ontmoeten. Maar dat blijkt Veronica te zijn!

## Rolverdeling
| Acteur        | Personage           |
| ------------- | ------------------- |
| Judy Garland  | Veronica Fisher     |
| Van Johnson   | Andrew Delby Larkin |
| S.Z. Sakall   | Otto Oberkugen      |
| Buster Keaton | Hickey              |
| Liza Minnelli | Baby                |